# Agriakona
Agriakona (greacă Αγριακόνα) este un oraș în Grecia în prefectura Arcadia.